# Антра Лієдскалниня
Антра Лієдскалниня (латис. Antra Liedskalniņa; 22 жовтня 1930 — 20 квітня 2000) — радянська і латвійська актриса театру і кіно. Народна артистка Латвійської РСР.

## Біографія
Антра Лієдскалниня народилася 22 жовтня 1930 року в Яунгулбенській волості Мадонського повіту в родині сільського вчителя Арвіда Лієдскалниня. В роки війни разом з батьками перебувала в евакуації в Челябінській області.
Закінчила Гулбенську середню школу в 1951 році. Потім Антра Лієдскалниня навчалася в театральному факультеті Латвійської державної консерваторії імені Я. Вітола, який закінчила в1955 році. Після закінчення навчання увійшла до трупи Національного театру (Державний академічний театр драми імені А. Упіта).
На початку своєї кар'єри актриса тяжіла до гротеску і ексцентрики, віддаючи перевагу ліричній комедії. У зрілі роки, все частіше Антра Лієдскалниня включала до свого репертуару драматичні ролі. Дебютувала на сцені в п'єсі Єжи Лютовського «Сімейна справа», де емоційно зіграла роль своєї сучасниці Ірени.
У кіно почала зніматися ще в середині 1950-х років, але перші великі ролі вона зіграла у режисера Роланда Калніньша. Головна роль у його фільмі «Я все пам'ятаю, Річард» принесла актрисі успіх і популярність.
У 1973 році їй було присуджено почесне звання «Народна артистка Латвійської РСР».
Антра Лієдскалниня була одружена з актором парламенту Елмаром Озолом.
Пішла з життя навесні 2000 року. Антра Лієдскалниня похована на ризькому Лісовому кладовищі.

## Вибрані театральні ролі
- 1958 — «Рига» Аугуста Деглава — Ортруда
- 1962 — «Жанна д'арк» Андрія Упіта — Жанна д'Арк
- 1964 — «Дванадцята ніч» Вільяма Шекспіра — Олівія
- 1967 — «Чортів кряж» Еґона Лівса — Занда
- 1969 — Трамвай «Бажання» — Теннессі Вільямса — Бланш
- 1972 — «Дачники» Максима Горького — Ольга Олексіївна
- 1973 — «Вовки і вівці» Олександра Островського — Глафіра
- 1978 — «Мольєр» Михайла Булгакова — Мадлен
- 1998 — «Сорок каратів» Джей Прессон Аллен — Мода Хейз
- 1999 — «Моя прекрасна леді» Фредеріка Лоу — місіс Хіггінс

## Фільмографія
- 1955 — Весняні заморозки — епізод
- 1958 — Чужа в селищі — епізод
- 1960 — На порозі бурі — Айя Спаре
- 1966 — Я все пам'ятаю, Річарде — Антра
- 1968 — 24-25 не повертається — Ірена
- 1969 — Промені в склі — Віра
- 1970 — Насип — Ольга
- 1971 — Тростинний ліс — Ганна
- 1973 — Вій, вітерець! — Цієна
- 1976 — Ці небезпечні двері на балкон — Аніта
- 1978 — Твій син — Херда
- 1979 — Удар — мати
- 1980 — Літо було тільки день
- 1981 — На межі століть — старостиха
- 1981 — Американська трагедія — дружина Тайтуса
- 1982 — Таран — Березня
- 1982 — Переворот за інструкцією 107 — медсестра
- 1982 — Коротке повчання у коханні — Піпетая
- 1982 — Повернення Батерфляй — Соломія Крушельницька у старості
- 1982 — Блюз під дощем — Велта
- 1983 — Сад з привидом — жінка на автовокзалі
- 1983 — Постріл у лісі — соціальний працівник
- 1984 — Фронт у рідній домівці — Марія
- 1984 — Останній візит — Ніккі, дружина Фреда
- 1984 — Перемога — Клементина Черчілль
- 1985 — Хлопчик-з-пальчик — відьма
- 1986 — Двійник — мати Еріка
- 1987 — Збіг обставин — мати Вероніки
- 1987 — Айя / Aija — старша Балоде
- 1988 — Вікторія
- 1990 — Сто верст річкою
- 1990 — Спадкоємиця «Перевертнів» — Зіліте
- 1990 — Майя і Пайя
- 1992 — По сліду білого фургона — Шурвіня